# 트라마돌

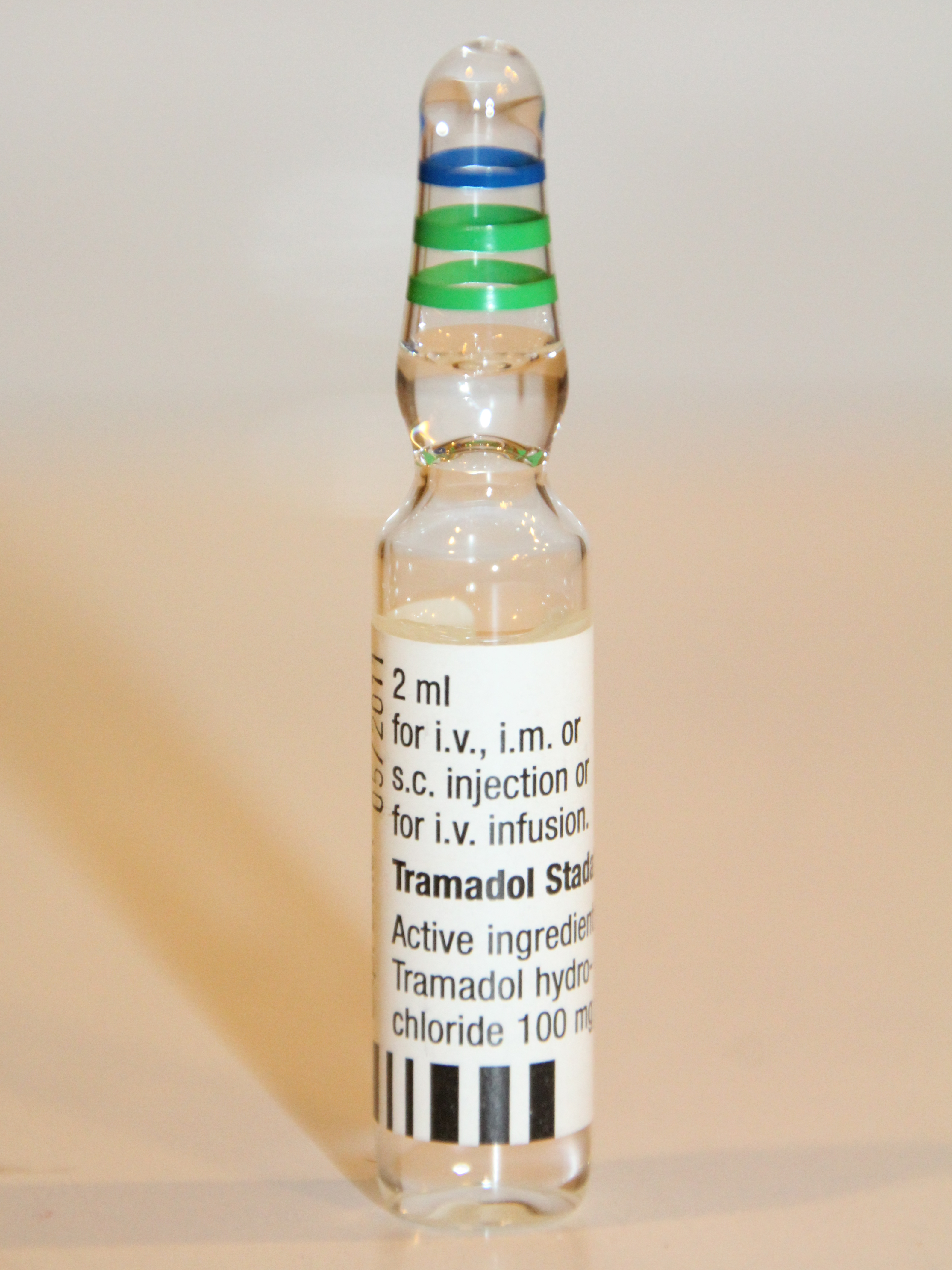
Tramadol HCl

트라마돌(영어: tramadol, 브랜드명: Ultram 등)은 중간 정도에서 좀 더 심각한 정도의 통증을 치료하기 위해 사용되는 오피오이드 진통제이다. 구강으로 섭취 시 통증 완화의 시작은 보통 1시간 내에 시작한다. 주사를 통해서도 복용할 수 있다. 아세트아미노펜(acetaminophen) 또는 장기간 작용하는 배합과 함께 결합하여 판매되기도 한다.
일반적인 부작용으로는 변비, 가려움, 메스꺼움이 포함된다. 심각한 부작용으로는 뇌전증 발작, 세로토닌 증후군의 위험성 증가, 기민성의 감소, 탐닉이 포함될 수 있다. 장기나 간에 질환이 있는 환자에게는 복용량의 변경이 권고될 수 있다. 자살 위험이 있거나 임신 중인 사람에게는 권장되지 않는다. 모유 수유 중의 여성에게는 권고되지 않으나, 1 도스의 섭취의 경우 대체적으로 모유 수유의 중단을 금지하지는 않는다.
트라마돌은 신경 세포의 μ-오피오이드 수용체 결합을 통해 작동한다. 세로토닌 노르에피네프린 재흡수 억제제(SNRI)이기도 하다. 간에서 O-데스메틸트라마돌로 변환되는데 이는 μ-오피오이드 수용체로의 더 강한 결합으로 이루어지는 오피오이드이다.
트라마돌은 1977년 트라말(Tramal)이라는 이름으로 서독의 제약 회사 그뤼넨탈에 의해 시작되었다. 1990년대 중순, 영국과 미국에서 사용이 승인되었다. 제네릭 의약품으로 판매되고 있으며 전 세계에서 다양한 상품명으로 시판된다. 미국에서 도매가는 2018년 기준으로 도스 당 US$0.05 미만이다. 2016년, 1900만 건 이상의 처방과 더불어 미국 내에서 39번째로 많이 처방된 의약품이었다.

## 수의학
트라마돌은 개, 고양이, 토끼, 긴코너구리, 또 쥐, 날다람쥐족, 기니피그, 페럿, 아메리카너구리 등 수많은 작은 포유동물의 수술 후 상해와 관련한, 그리고 만성적인(예: 암과 관련한) 통증의 치료를 위해 사용할 수 있다.
| 종     | 모체 약물의 반감기(h)                 | 데스메트라마돌 반감기(h)  | 모체 약물의 최대 플라스마 농도(ng/mL) | 데스메트라마돌의 최대 플라스마 농도(ng/mL) |
| ------ | ------------------------------------- | ------------------------- | ------------------------------------- | ------------------------------------------ |
| 낙타   | 3.2 (IM), 1.3 (IV)                    | –                         | 0.44 (IV)                             | –                                          |
| 고양이 | 3.40 (구강), 2.23 (IV)                | 4.82 (구강), 4.35 (IV)    | 914 (구강), 1323 (IV)                 | 655 (구강), 366 (IV)                       |
| 개     | 1.71 (구강), 1.80 (IV), 2.24 (rectal) | 2.18 (구강), 90-5000 (IV) | 1402.75 (구강)                        | 449.13 (구강), 90–350 (IV)                 |
| 당나귀 | 4.2 (구강), 1.5 (IV)                  | –                         | 2817 (구강)                           | –                                          |
| 염소   | 2.67 (구강), 0.94 (IV)                | –                         | 542.9 (구강)                          | –                                          |
| 말     | 1.29–1.53 (IV), 10.1 (구강)           | 4 (구강)                  | 637 (IV), 256 (구강)                  | 47 (구강)                                  |
| 라마   | 2.54 (IM), 2.12 (IV)                  | 7.73 (IM), 10.4 (IV)      | 4036 (IV), 1360 (IM)                  | 158 (IV), 158 (IM)                         |